# William Boyd (ator)
William Lawrence Boyd (Cambridge, 5 de junho de 1895 - Laguna Beach, 12 de setembro de 1972) foi um ator estadunidense que se tornou conhecido por interpretar o cowboy Hopalong Cassidy em dezenas de faroestes B entre as décadas de 1930 e 1950.

## Biografia
Filho de lavrador, William Boyd perdeu os pais ainda na adolescência. Depois de abandonar a escola e exercer várias profissões, chegou ao cinema em 1920, como extra em Por que Trocar de Esposa? (Why Change Your Wife?) de Cecil B. DeMille. Muitos filmes depois, várias vezes creditado como Bill Boyd, já era dono de uma carreira promissora, que lhe rendia cem mil dólares por ano. No entanto, tudo isso ruiu de repente: um ator de teatro homônimo foi preso em uma festa, acusado de suspeita de orgia sexual, porte de uísque contrabandeado e material de jogo. Um jornal confundiu os atores, o que levou à quebra de seu contrato. Isso, mais a Depressão e o cinema falado levaram-no ao alcoolismo  e deram um basta à sua carreira, que só voltou a reerguer-se em 1935, quando conseguiu o papel-título do filme Vida e Aventura (Hop-a-Long Cassidy), primeiro da série que o tornaria famoso.
Após sessenta e seis fitas como Hopalong Cassidy e com o fim da era dos faroestes B, Boyd rendeu-se à televisão, onde fez cinqüenta e dois episódios de trinta minutos com o personagem. Tendo adquirido todos os direitos de comercialização dos filmes, ele os negociou com o canal NBC, além de abrir a empresa Hopalong Cassidy Enterprises, responsável pela venda de inúmeros artigos com o nome de Cassidy. Boyd apareceu no cinema pela última vez em outro filme de Cecil B. DeMille, O Maior Espetáculo da Terra (The Greatest Show on Earth, 1952), vestido com as roupas de Cassidy, em um cena de parada dos artistas do circo.
Casou-se quatro vezes, sempre com atrizes: Ruth Miller (1921 - 1924), Elinor Fair (1926 - 1929), Dorothy Sebastian (1931 - 1935) e Grace Bradley (1937 - 1972). Com esta última passou a levar uma vida reclusa, pois sua saúde foi se deteriorando aos poucos e ele queria que seus fãs se lembrassem dele tal como aparecia nas telas. Morreu em 12 de setembro de 1972, vítima do Mal de Parkinson e complicações do coração.

## Histórias em quadrinhos
Em 1942, a Fawcett Comics adquiriu os direitos para publicar histórias em quadrinhos de Hopalong Cassidy, em 1950, a editora lançou uma revista baseada no próprio Boyd, "Bill Boyd Western", a exemplo do que ocorreu com os atores Tom Mix, Gene Autry, Tim Holt, Rex Allen, Rocky Lane, entre outros.

## Filmografia parcial

### Como Hopalong Cassidy
- Vida e Aventura (Hop-A-Long Cassidy, 1935)
- Olho de Águia (The Eagle's Brood, 1935)
- Sinal de Fogo (Bar 20 Rides Again, 1935)
- A Última Testemunha (Call of the Prairie, 1936)
- Três Sobre a Pista (Three on the Trail, 1936)
- Corações Errantes (Heart of the West, 1936)
- O Herói de Sempre (Hopalong Cassidy Returns, 1936)
- Missão Bem Cumprida (Trail Dust, 1936)
- O Herói da Fronteira (Borderland, 1937)
- A Sombra da Lei (Hills of Old Wyoming), 1937)
- Vingança de Irmão (North of the Rio Grande, 1937)
- O Fim da Quadrilha (Rustler's Valley, 1937)
- O Estouro da Boiada (Hopalong Rides Again, 1937)
- Laçada do Destino (Texas Trail, 1937)
- Heróis do Rancho (Partners of the Plains, 1938)
- A Única Testemunha (Cassidy of Bar 20, 1938)
- Coração do Arizona (The Heart of Arizona, 1938)
- A Mina Misteriosa (Bar 20 Justice, 1938)
- Sob o Céu do Oeste (Pride of the West, 1938)
- Felicidade em Brumas (In Old Mexico, 1938)
- A Mestra Rural (The Frontiersman, 1938)
- O Tolo Esperto (Sunset Trail, 1939)
- Uma Cartada Afoita (Silver on the Sage, 1939)
- A Sombra do Passado (The Renegade Trail, 1939)
- O Homem Prático(Range War, 1939)
- A Lei dos Pampas (Law of the Pampas, 1939)
- Os Caminhos de Santa Fé (Santa Fe Marshall, 1940)
- O Trunfo de Paris (The Showdown, 1940)
- Piratas de Estrada (Hidden Gold, 1940)
- Ferradura Fatal (Stagecoach War, 1940)
- Three Men from Texas, 1940
- Caravana de Emboscada (Doomed Caravan, 1941)
- Cartucho Acusador (In Old Colorado, 1941)
- Fronteiras Perigosas (Border Vigilantes, 1941)
- Piratas a Cavalo (Pirates on Horseback, 1941)
- Cidade Sem Justiça (Wide Open Town, 1941)
- Lenhadores de Improviso (Riders of the Timberline, 1941)
- Fogo Cruzado (Twilight on the Trail, 1941)
- Vaqueiro Detetive (Stick to Your Guns, 1941)
- Três Vaqueiros da Arábia (Outlaws of the Desert, 1941)
- Secrets of the Wasteland, 1941
- O Protetor (Undercover Man, 1942)
- Mantenho a Ordem (Hoppy Serves a Writ, 1943)
- Patrulha Fronteiriça (Border Patrol, 1943)
- Mineiro Misterioso (The Leather Burners, 1943)
- Revólveres e Laços (Colt Comrades, 1943)
- Fazenda 20 (Bar 20, 1943)
- O Enganador (False Colors, 1943)
- Cavaleiro da Fronteira (Riders of the Deadline, 1943)
- Desfiladeiro Perdido (Lost Canyon, 1943)
- O Impostor do Texas (Texas Masquerade, 1944)
- Justiça a Muque (Lumberjack, 1944)
- Bandoleiro Misterioso (Mystery Man, 1944)
- Quarenta Ladrões (Forty Thieves, 1944)
- Rastilho de Pólvora (Fool's Gold, 1946)
- Dedo no Gatilho (The Devil's Playground, 1946)
- À Bala e a Galope (Unexpected Guest, 1947)
- Justiça do Gatilho (Dangerous Venture, 1947)
- A Bala Vingadora (The Marauders, 1947)
- Meu Revólver é Lei (Hoppy's Holliday, 1948)
- A Voz das Sete Balas (Silent Conflict, 1948)
- Bandoleiro do Arizona (The Dead Don't Dream, 1948)
- Querm Manda é o Revólver (Sinister Journey, 1948)
- A Lei do Faroeste (Borrowed Trouble, 1948)
- O Vingador do Texas (False Paradise, 1948)
- Galope Selvagem (Strange Gamble, 1948)